# 브레드 앤드 버터 푸딩

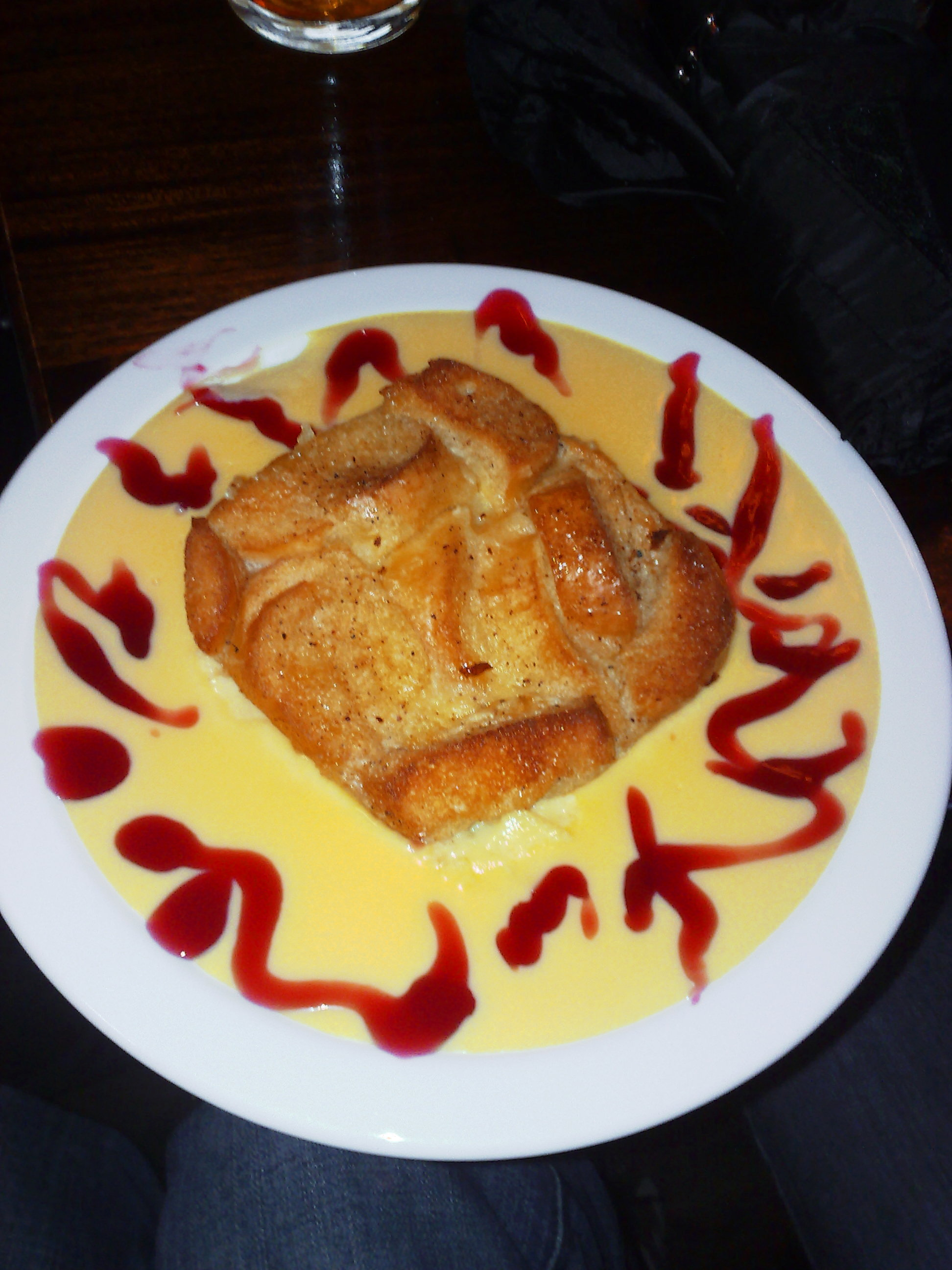
브레드 앤드 버터 푸딩

브레드 앤드 버터 푸딩(영어: Bread and butter pudding)은 버터를 바른 빵으로 만든 푸딩이다.
영국 요리의 전통적인 브레드 푸딩이다. 건포도를 뿌린 버터 바른 빵 조각을 오븐 접시에 겹겹이 쌓고 육두구, 바닐라 또는 기타 향신료로 맛을 낸 계란 커스터드 혼합물로 덮은 다음 굽는다.